# Biserica Franciscană din Arad
Biserica Franciscană din Arad este un monument istoric și de arhitectură.

## Istoric
Biserica din interiorul Cetății Aradului a fost construită de către călugării franciscani ai „Ordinului Sfântul Francisc din Assisi”, în jurul anilor 1750-1800. Ulterior, Cetatea a fost construită în jurul acestei biserici.
Prepozitura Aradului este atestată din anul 1197. Punerea pietrei de temelie a primei biserici din actuala cetate a avut loc în 1135. Pe locul vechii biserici a prepoziturii a fost ridicată actuala biserică a franciscanilor, aflată în prezent în stare de paragină.
La sfârșitul anului 1793 generalul maior Haan solicită Comandamentului General de la Buda un preot vorbitor de limba franceză pentru prizonierii galezi internați în cetatea Aradului. Va trebui însă să se descurce pe plan local până în 7 mai 1794, când va sosi la Arad preotul Aubin du Hamel din Dieceza de Troyes. Din corespondența Comandamentului General din Banat (general Soro), aflăm că Haan are probleme în continuare, de data aceasta cu procurarea obiectelor de cult, iar serviciul religios pentru prizonieri se oficiează în biserica fanciscanilor. În luna iunie Du Hamel moare și la Arad va sosi Abbé Pellisot, cu recomandare din partea episcopului de Nancy. La sfârșitul anului 1794 Hugo-Vinzenz Pellisot a solicitat, din cauza stării sale de sănătate, comandantului cetății aprobare de a se muta în Aradul Nou. Va primi și un ajutor, în persoana preotului Jacques Jacques.
După anul 1795, odată cu începerea schimbului de prizonieri între Franța și Habsburgi, situația preoților emigranți se va schimba radical. Jacques Jacques va părăsi Aradul la 8 februarie 1796, fiind angajat educator pentru cei doi copii ai familiei Neuhold din Győr, iar la 27 decembrie pleacă din Arad și Pellisot, la Dieceza de Pécs.